# ローガン郡 (オハイオ州)
ローガン郡（英: Logan County）は、アメリカ合衆国オハイオ州の西部に位置する郡である。2010年国勢調査での人口は45,858人であり、2000年の46,005人から0.3%減少した。郡庁所在地はベルファウンテン市（英: Bellefontaine、[bɛlˈfaʊntən] bel-FOWN-tən、人口13,370人）であり、同郡で人口最大の都市でもある。
ローガン郡はその全体で、ベルファウンテン小都市圏を構成している。郡名はローガン郡の地域でインディアンと戦ったベンジャミン・ローガンに因んで名付けられた。

## 地理
アメリカ合衆国国勢調査局に拠れば、郡域全面積は466.77平方マイル (1,208.9 km2)であり、このうち陸地458.43平方マイル (1,187.3 km2)、水域は8.34平方マイル (21.6 km2)で水域率は1.79%である。オハイオ州で自然の最高地点である標高1,549フィート (472 m) のキャンベル・ヒルがベルファウンテン市の北東にある。

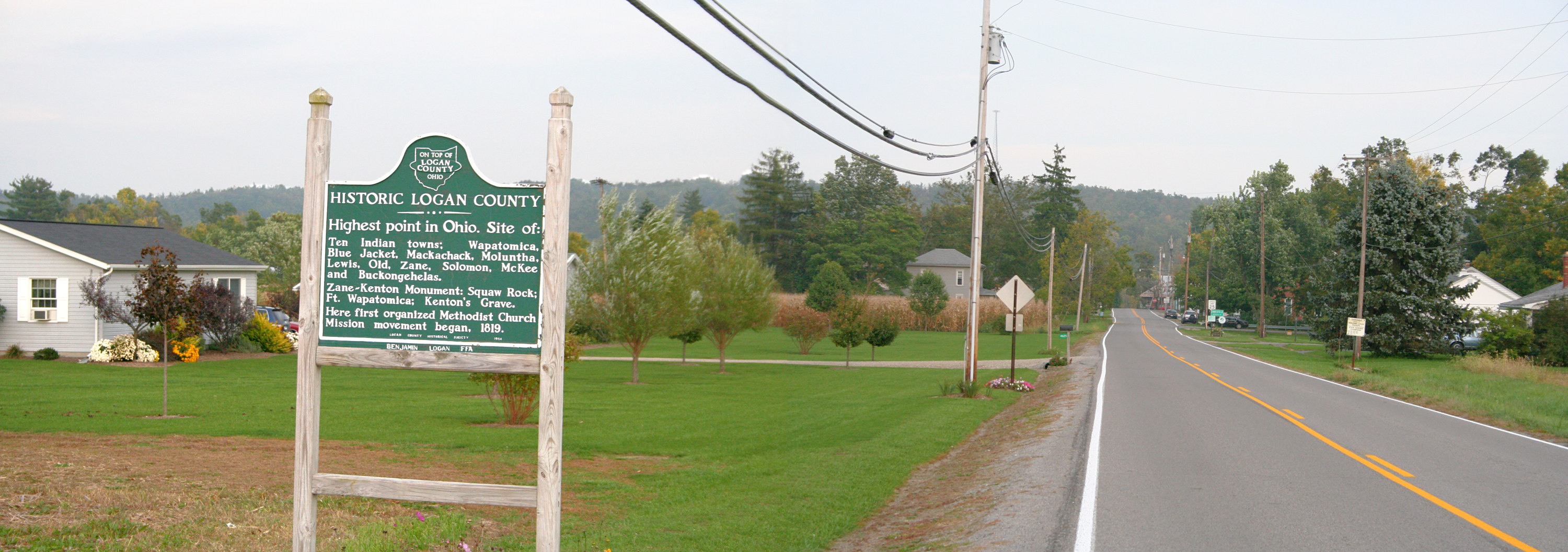
ゼインズフィールド郊外にある郡の歴史標識

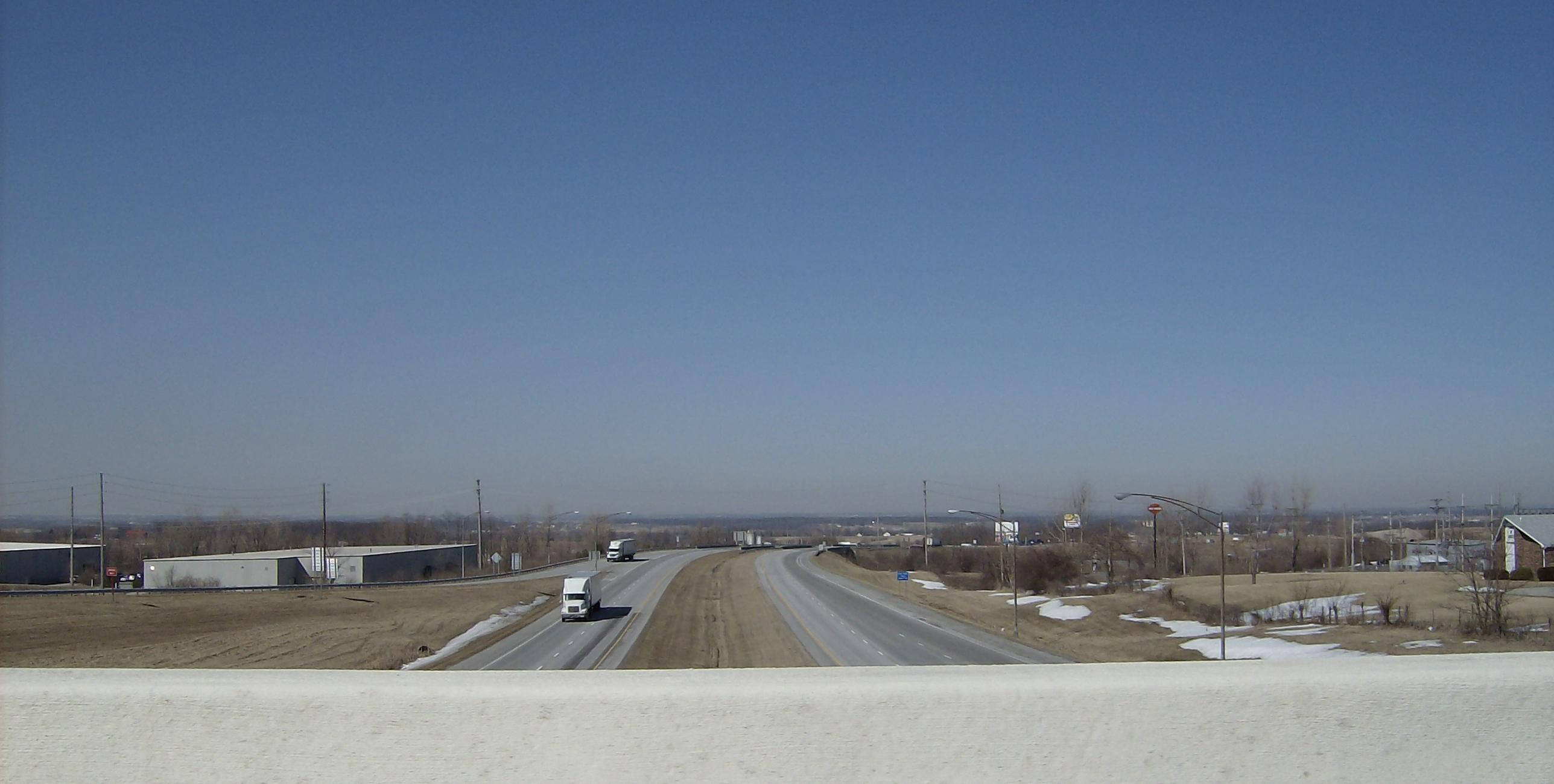
キャンベル・ヒル近く、ベルファウンテンのアメリカ国道68号線と同33号線インターチェンジからの眺め

### 主要高規格道路
- アメリカ国道33号線
- アメリカ国道68号線
- オハイオ州道47号線
- オハイオ州道117号線
- オハイオ州道235号線
- オハイオ州道245号線
- オハイオ州道273号線
- オハイオ州道274号線
- オハイオ州道287号線
- オハイオ州道292号線
- オハイオ州道347号線
- オハイオ州道365号線
- オハイオ州道366号線
- オハイオ州道368号線
- オハイオ州道508号線
- オハイオ州道533号線
- オハイオ州道540号線
- オハイオ州道559号線
- オハイオ州道706号線
- オハイオ州道708号線
- オハイオ州道720号線

### 隣接する郡
- ハーディン郡 - 北
- ユニオン郡 - 東
- シャンペーン郡 - 南
- シェルビー郡 - 西
- オーグレイズ郡 - 北西

## 人口動態
以下は2000年国勢調査による人口統計データである。
| 基礎データ - 人口: 46,005人 - 世帯数: 17,956 世帯 - 家族数: 12,730 家族 - 人口密度: 39人/km2（100人/mi2） - 住居数: 21,571軒 - 住居密度: 18軒/km2（47軒/mi2） 人種別人口構成 - 白人: 96.15% - アフリカン・アメリカン: 1.71% - ネイティブ・アメリカン: 0.20% - アジア人: 0.40% - 太平洋諸島系: 0.03% - その他の人種: 0.27% - 混血: 1.24% - ヒスパニック・ラテン系: 0.72% 言語による構成 - 英語：96.8% - ドイツ語：1.0% - スペイン語：1.0% 年齢別人口構成 - 18歳未満: 26.7% - 18-24歳: 8.2% - 25-44歳: 27.9% - 45-64歳: 23.3% - 65歳以上: 13.9% - 年齢の中央値: 37歳 - 性比（女性100人あたり男性の人口） - 総人口: 96.1 - 18歳以上: 93.6 | 世帯と家族（対世帯数） - 18歳未満の子供がいる: 33.3% - 結婚・同居している夫婦: 570% - 未婚・離婚・死別女性が世帯主: 9.5% - 非家族世帯: 29.1% - 単身世帯: 24.8% - 65歳以上の老人1人暮らし: 10.3% - 平均構成人数 - 世帯: 2.53人 - 家族: 3.01人 収入と家計 - 収入の中央値 - 世帯: 41,479米ドル - 家族: 47,516米ドル - 性別 - 男性: 37,134米ドル - 女性: 24,739米ドル - 人口1人あたり収入: 18,984米ドル - 貧困線以下 - 対人口: 9.3% - 対家族数: 7.1% - 18歳未満: 11.8% - 65歳以上: 8.5% |

## 郡区

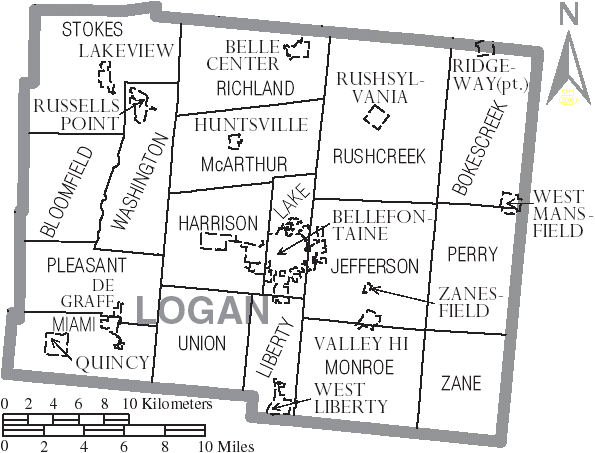
ローガン郡図

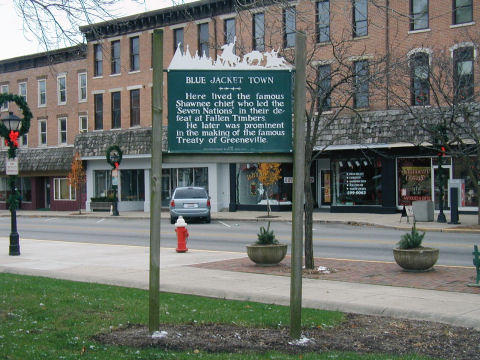
ベルファウンテン中心街にある歴史標識、ショーニー族指導者ブルージャケットの町があった場所を示す

ローガン郡は下記17の郡区に分割されている。
| - ブルームフィールド - ボークスクリーク - ハリソン - ジェファーソン - レイク - リバティ | - マッカーサー - マイアミ - モンロー - ペリー - プレザント - リッチランド | - ラッシュクリーク - ストークス - ユニオン - ワシントン - ゼイン |

### 都市
- ベルファウンテン - 郡庁所在地

### 村
| - ベルセンター - ドグラフ - ハンツビル - レイクビュー | - クインシー - リッジウェイ - ラッシュシルベニア - ラッセルズポイント | - バレーハイ - ウェストリバティ - ウェストマンスフィールド - ゼインズフィールド |

### 国勢調査指定地域
| - チッペワパーク - イーストリバティ | - ルイスタウン - オーチャードアイランド |

### 未編入の町
| - ビッグスプリングス - ブルームセンター - ホートン | - ローガンズビル - ミドルバーグ - ニュージェルサレム | - ノースグリーンフィールド - ノースウッド - ピックレルタウン | - サンタフェ - ウォルナットグローブ - ストリーズビル |